# Alcock's Arabian
Alcock's Arabian (en français : l'Arabe d'Alcock) ou Pelham Grey Arabian, né vers 1707 et mort vers 1733, est l'ancêtre de la majorité des chevaux de race Pur-sang de robe grise, ainsi que de chevaux de sport et d'équitation gris, descendants de sa lignée de Pur-sangs.

## Dénominations
Ce cheval est aussi connu sous les noms de Pelham Grey Arabian et 'Pelham's Grey Horse, et moins certainement de Bloody Buttocks et d′Ancaster Turk, parmi d'autres noms.

## Histoire
Sir Robert Sutton (1671-1746), ambassadeur anglais auprès de l'Empire Ottoman à Constantinople de 1700 à 1717, y aurait acquis des chevaux, dont Alcock's Arabian, The Holderness Turk et The Brownlow Turk, avant de les envoyer en Angleterre en 1704. Cependant, il n'existe aucune preuve qu'Alcock's Arabian figurait parmi ces chevaux ; il est plus probable qu'il ait été élevé en Angleterre. Lady Wentworth du Crabbet Arabian Stud fait des recherches sur les chevaux arabes fondateurs. Elle constate une certaine confusion en raison de changement de noms des chevaux lorsqu'ils ont changé de propriétaire. Elle a déterminé que les informations à propos de tous les étalons gris importés qu'elle a pu trouver sont suffisantes à l'examen pour en conclure qu'elles concernent un même cheval, Alcock's Arabian. S'il est vrai qu'il peut avoir été connu sous plusieurs noms différents, il n'aurait pas été le même cheval que d'autres gris ayant été importés s'il a été élevé en Angleterre, comme on le pense désormais. Il n'existe pas de preuves solides que ce cheval ait été importé au début du XVIIIe siècle. Il existe en revanche de fortes preuves qu'il était un fils de Curwen's Bay Barb et de Old Wen Mare (sœur de Clumsey). Old Wen Mare est peut-être la même jument que l'excellente poulinière Grey Wilkes, et si ce n'était probablement sa sœur. Le General Stud Book cite le cheval de Sir W. Wynn, Spot, dont il est maintenant reconnu qu'il fut engendré par Alcock Arabian « [...] par l'un des fils du Curwen Bay Barb (qui était par la jument de Sir J. Parsons Old Wen Mare, sœur de Clumsey [...] »".

## Descendance et influence
La lignée de cet étalon a surtout été influente à travers son fils Crab (ou Old Crab), qui a donné Ancaster's Grasshopper, Routh's Crab, Shepherd's Crab, Cumberland's Crab, Sloe, Rib, Wynn's Spot, Gentleman, Brilliant, Black and All Black, Imported Sober John, Berie's Ramper, et Spectator. Ce dernier est l'ancêtre de Sulphur, Damper, et Marc Anthony, qui a lui-même donné Aimwell (1782), vainqueur du Derby de 1785. Aimwell est le seul vainqueur du Derby à ne pas être issu de l'un des trois grands étalons fondateurs de la race du Pur-sang, le Godolphin Arabian, le Darley Arabian, et le Byerley Turk,.
Bien que sa lignée mâle soit désormais éteinte parmi les Pur-sangs, Alcock Arabian est considéré comme l'ancêtre de tous les chevaux Pur-sang gris. Elwyn Hartley Edwards écit que « [...] every grey Thoroughbred traces back to Alcock's Arabian » (chaque Pur-sang gris a pour ancêtre Alcock's Arabian), et Lady Wentworth que « All grey thoroughbreds are descended in direct (though not exclusively male) line from the Grey Alcock Arabian, also known as the Brownlow Turk, Honeywood Arabian and Akaster Turk, the grey colour persisting through some 26 generations ».
Son statut d'ancêtre des Pur-sangs de robe grise a été le sujet d'une question dans l'épisode 12 de Series H sur la BBC, dans le jeu QI.